# スヴェン・アンデション
スヴェン・アンデション（Sven Andersson、1907年2月14日 - 1981年5月30日）は、スウェーデン・ヴァッレントゥーナ出身の元同国代表サッカー選手。現役時代のポジションはディフェンダー。

## 略歴
1928年にアマチュアクラブからAIKソルナに加入し、1940年までの12年間クラブに在籍した。入団直後からチームのキャプテンを務め、主に左サイドバックでプレーした。また、スウェーデン代表として1934 FIFAワールドカップに出場し、フル代表通算27試合3得点という記録を残している。

## タイトル

### クラブ
AIKソルナ
- アルスヴェンスカン : 2回 (1931-32, 1936-37)